# Robert Livingston
Robert Edward Randall (Quincy, 9 de dezembro de 1904 —  Los Angeles, 7 de março de 1988) foi um ator estadunidense. A carreira de Livingston começou em 1926. Ao todo, ele fez pelo menos 100 filmes, 47 deles como protagonista, além vários curtas-metragens, duas séries e cerca de 15 episódios de televisão.

## Filmografia parcial
- Brown of Harvard (1926)
- Special Delivery (1927)
- Man, Woman and Sin (1927)
- Sunny Skies (1930)
- Hot Curves (1930)
- Strangers May Kiss (1931)
- The Vigilantes Are Coming (1936)
- The Three Mesquiteers (1936)
- The Bold Caballero (1936) – Don Diego Vega/Zorro
- Riders of the Whistling Skull (1937)
- Larceny on the Air (1937)
- Hit the Saddle (1937)
- The Lone Ranger Rides Again (1939)
- Heart of the Rockies (1937)
- Under Texas Skies (1940)
- Storm Over Lisbon (1944)
- Lake Placid Serenade (1944)
- Tell It to a Star (1945)
- Don't Fence Me In (1945)
- Dakota (1945)
- The Feathered Serpent (1948)
- Girls for Rent (1974)
- The Naughty Stewardesses (1975)
- Blazing Stewardesses (1975)